# 呉国太
呉国太（ごこくたい）は、小説『三国志演義』に登場する架空の女性。

## 概略
『三国志演義』第7回から登場する。姉の呉夫人と一緒に孫堅に嫁ぎ、孫堅の側妻になって、孫朗と孫仁（後の孫夫人）を産む。
呉夫人の死後、孫権は呉国太に生母のように孝行した。曹操の大軍が南下すると、呉国太は孫権に「亡き兄上（孫策）は内のことは張昭、外のことは周瑜に聞けと言い残したではありませんか」と助言する。孫権は周瑜の策を用い、孫仁を劉備に嫁がせ、隙を見て殺す策を立てる。呉国太は初め、娘と劉備の結婚に反対するが、劉備に会うと態度を変え、自分の娘婿にふさわしい人物と思い直すようになる。結婚後、劉備夫婦は長江のほとりへ先祖を祀りに行きたいと願い出て、呉氏は同意するが、劉備はすきを見て、孫夫人と共に逃げ出す。こうして孫権と周瑜の計略は失敗した。
孫権が荊州攻略を準備した際、呉氏は娘を劉備のもとから呼び戻すよう求める。そこで、孫夫人の旧臣である周善が派遣され、孫夫人は帰郷する。その後は呉氏の登場はない。

## 人物の原型
正史『三国志』では、呉夫人の妹であるという孫堅の側妻は存在しない。孫朗（別名は孫仁）は孫堅の庶子で、生母の身分が低かった。呉国太は、呉夫人と孫堅の妾との2人を参考に創作されたと考えられる。
一方、正史では孫夫人の実母の身分に関して言及がなく、孫夫人は嫡出子であった可能性がある。